# Konstantin Rausch
Konstantin Rausch (Kozhevnikovo, Óblast de Tomsk, Unión Soviética, 15 de marzo de 1990) es un ex-futbolista ruso de ascendencia alemana que jugó de defensa en el 1. F. C. Núremberg de la 2. Bundesliga de Alemania. También fue jugador de la selección Rusa
Tras el final de su contrato con el Hannover 96 fue transferido el 1 de julio de 2013 al VfB Stuttgart. En 2015 jugó para SV Darmstadt 98 pero volvió a cambiar de equipo al año siguiente, a 1. F. C. Colonia, donde estuvo hasta 2018.
Después jugó en un equipo de su país, el F. C. Dinamo Moscú. Luego volvió a la liga alemana, donde jugó como defensa en la 2.Bundesliga de Alemania, no ha anotado gol desde 2021 y ha jugado pocas veces en la temporada 2022-23.
Actualmente está retirado.

## Clubes
| Club               | País     | Año       |
| ------------------ | -------- | --------- |
| Hannover 96        | Alemania | 2008-2013 |
| VfB Stuttgart      | Alemania | 2013-2015 |
| SV Darmstadt 98    | Alemania | 2015-2016 |
| 1. F. C. Colonia   | Alemania | 2016-2018 |
| F. C. Dinamo Moscú | Rusia    | 2018-2020 |
| 1. F. C. Núremberg | Alemania | 2021-2023 |